# Диарра, Лассана
Лассана́ Диарра́ (фр. Lassana Diarra; род. 10 марта 1985, Париж, Франция) — французский футболист малийского происхождения, выступавший на позиции полузащитника. Игрок сборной Франции.
Лассана родился в Париже, на молодёжном уровне сменил четыре клуба, пока не подписал профессиональное соглашение с «Гавром». В 2004 году отправился в Англию, где становился чемпионом в составе лондонского «Челси». Также успел поиграть в «Арсенале» и «Портсмуте», после чего подписал соглашение с мадридским «Реалом». С этой командой выиграл чемпионат Испании в сезона 2011/12. С 2012 по 2014 год выступал в российских клубах, однако затем принял решение вернуться на родину, подписав соглашение с «Олимпиком».
Предпочтительная позиция на поле — опорный полузащитник. Мог играть и ближе к нападению или правого защитника, как в «Челси» или в сборной. В Испании его называли Ласс, чтобы отличать его от тогдашнего полузащитника «Реала» Мамаду Диарра.

## Ранние годы
Диарра родился в Париже в семье из Мали. Играть в футбол начинал в спортивном центре «Жульен-Лакруа», который располагается в 20-м округе столицы Франции. В 1998 году пополнил ряды «Парижа», однако в этой команде надолго не задержался и начал массово менять клубы. Два сезона провёл в «Нанте», затем отыграл один год в «Ле-Мане», а с 2002 по 2004 год занимался в академии «Ред Стара». Свою профессиональную футбольную карьеру начал в составе «Гавра» на позиции опорного полузащитника. Здесь он провёл 29 матчей в течение сезона 2004/05 и заслужил вызов в молодёжную сборную Франции.

## Клубная карьера

### Англия

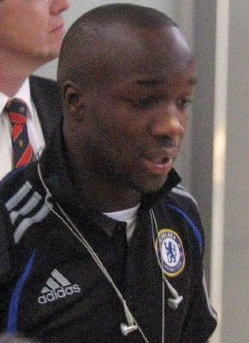
Диарра в 2007 году

После игры за сборную его заметили скауты лондонского «Челси», искавшие замену Клоду Макелеле, который уже был возрастным футболистом и в недалёком будущем требовал замены. В июле 2005 года Диарра перешёл в «Челси» за 4,5 миллиона евро. Несмотря на то, что в «Челси» Диарра не получал много игровой практики, он был назван лучшим молодым игроком команды в сезоне 2005/06. В сезоне 2006/07 в связи с эпидемией травм среди игроков линии защиты главный тренер Жозе Моуринью стал использовать Диарра в качестве правого защитника. Также начал вызываться в сборную Франции. В рамках зимнего трансферного окна 2007 года интерес к Диарра стал проявлять лондонский «Арсенал». Арсен Венгер хотел видеть талантливого соотечественника своей команде, пообещав ему больше игровой практики. К концу сезона «Челси» всё-таки решил отпустить футболиста в стан принципиальнейших соперников, так как его контракт истекал уже через полгода.
31 августа 2007 года перешёл в «Арсенал» за 3 млн евро, Диарра взял себе 8-й номер, освободившийся после ухода из команды шведа Фредерика Юнгберга. Арсен Венгер назвал Лассана очень полезным игроком для команды в виду его «многофункциональности», однако обеспечить ему место в основе не сумел. После своего дебюта в поединке Лиги чемпионов против «Севильи» француз провёл в футболке «Арсенала» ещё семь матчей, после чего потребовал трансфер.
11 января 2008 года, через 5 месяцев после прихода Диарра в «Арсенал», он перешёл в «Портсмут» за 7 млн евро. В «Портсмуте» он стал игроком основного состава, и его игра в клубе и в сборной привлекла к нему интерес европейских грандов. В одном из первых матчей в составе «помпи» забил гол в ворота «Болтона», который оказался победным. 17 мая 2008 года помог «Портсмуту» выиграть Кубок Англии, отыграв все 90 минут финального поединка против «Кардиффа».

### «Реал Мадрид»

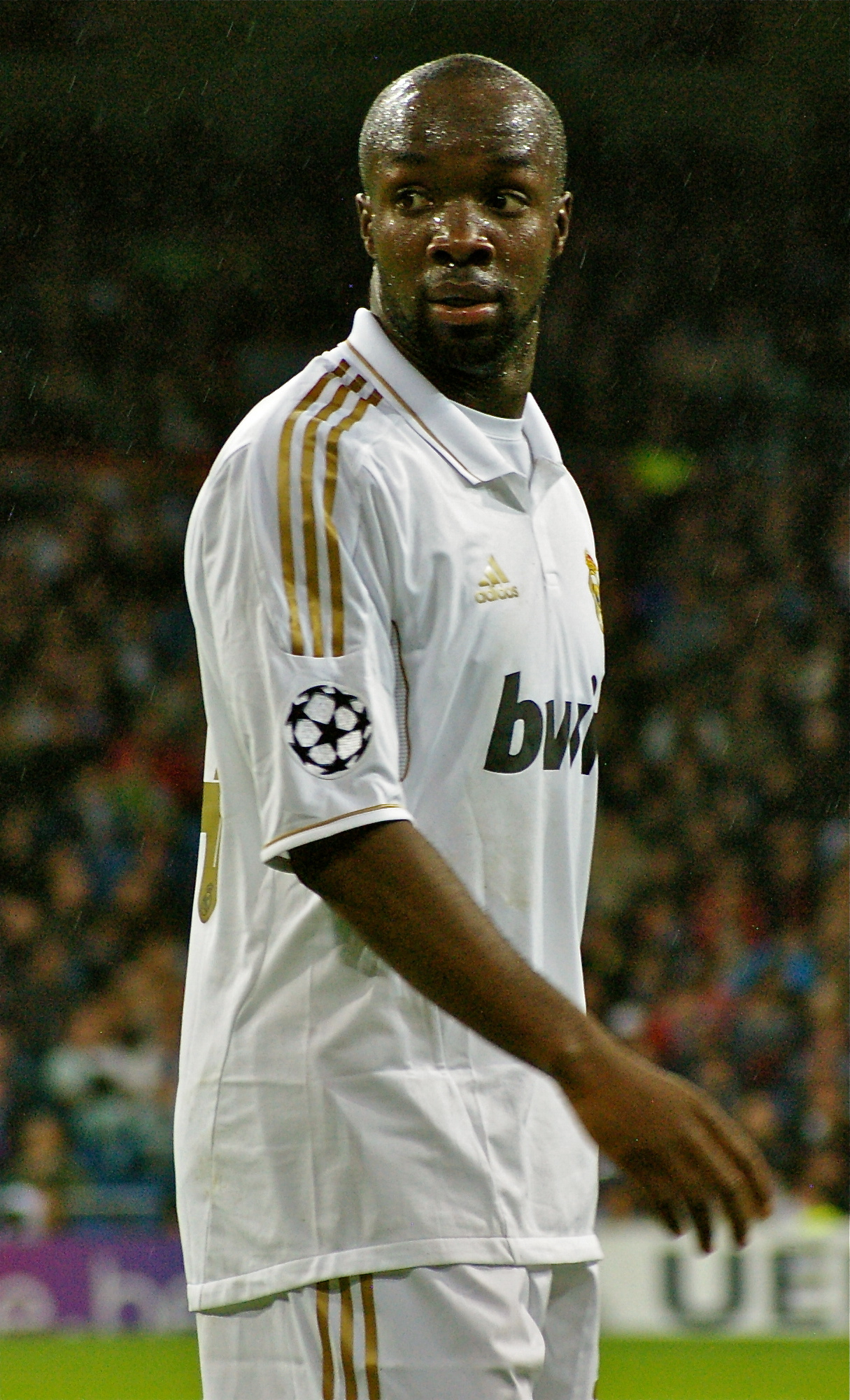
Диарра в «Реале»

В середине декабря 2008 года «Портсмут» достиг договорённости с мадридским «Реалом» на трансфер футболиста за сумму около 20 млн евро. Официально переход Диарра в «Реал» состоялся 1 января 2009 года, в день открытия трансферного окна. В новой команде игрок получил майку с номером Маммаду Диарра, выбывшего из-за травмы до конца сезона. Для избежания путаницы с однофамильцем на майке написали прозвище игрока, основанное на его имени — «Lass». Диарра легко закрепился в основе «Реала», проведя 25 матчей за полгода. В следующем сезоне сыграла ещё в 37 встречах, забив победный гол в матче дебютного тура против «Депортиво».
В сезоне 2010/11 вновь начал работать под руководством Жозе Моуринью. На этот раз португальский специалист доверял Лассана, задействовав его в 40 матчах во всех турнирах. Он наконец-то выиграл свой первый трофей в мадридском гранде — Кубок Короля.
В сезоне 2011/12 стал чемпионом Испании, однако уже не считался игроком стартового состава, проведя всего 11 полных матчей. 26 ноября 2011 года Диарра провёл свой 100-й матч за «Реал» во всех соревнованиях.

### Россия
1 сентября 2012 года футболист подписал контракт с махачкалинским «Анжи» по системе «3+1». Трансфер обошёлся в сумму порядка 5 млн евро. Диарра стал одним из многочисленных звездных новичков махачкалинского клуба. В составе «Анжи» француз дебютировал 16 сентября в игре 8-го тура против «Краснодара», которую махачкалинцы выиграли 5:2. 20 октября 2012 года в матче «Анжи» — «Спартак» получил тяжёлую травму колена в результате грубого подката Кирилла Комбарова и выбыл на два месяца. После восстановления без каких-либо проблем закрепился в махачкалинском клубе и помог ему выйти в плей-офф Лиги Европы. Свой первый гол забил в финале Кубка России, однако «Анжи» уступил в серии пенальти.
В результате смены стратегии развития махачкалинского клуба «Анжи» и отказа от дорогостоящих игроков, 20 августа 2013 года подписал 4-летний контракт с московским «Локомотивом». Сумма трансфера составила 12 млн евро. В новой команде выбрал 85 номер. Дебютировал 26 августа в домашнем матче против «Ростова» выйдя на замену во втором тайме при счёте 3:0 в пользу «Локомотива». Матч завершился со счётом 5:0 в пользу «железнодорожников». В матче 6-го тура против петербургского «Зенита» был удален с поля за «фол последней надежды». 26 сентября забил свой первый гол за «Локомотив» в ворота екатеринбургского «Урала» (3:0). За игры за «Локомотив» в 2013 году получил 3 красных карточки.
Перед началом сезона 2014/15 Диарра и Мбарк Буссуфа, также перешедший из «Анжи» в «Локомотив» в 2013 году, отказались приступить к тренировкам с «Локомотивом», мотивируя это несложившимися отношениями с главным тренером — Леонидом Кучуком. В итоге «Локомотив» расторг контракт с Диарра в одностороннем порядке, после чего было объявлено о подписании французом соглашения с английским «Куинз Парк Рейнджерс». Однако в последний момент сделка сорвалась. 18 ноября 2014 Диарра подал в УЕФА жалобу на московский клуб в связи ситуацией со своим контрактом — по данным ФИФА Диарра не является свободным агентом, поэтому в зимнее трансферное окно не смог перейти в «Интернационале».

### Дальнейшая карьера
24 июля 2015 года, Диарра перешёл в «Олимпик Марсель», в качестве свободного агента, контракт рассчитан на четыре года. При этом, статус трансфера остался неопределённым и дело о компенсации «Локомотиву» рассматривалось в Международном спортивном суде в Лозанне (куда была подана апелляция на решение ФИФА о выплате со стороны Диарра 10,5 млн евро). 23 августа Лассана провёл свой первый матч с мая 2014 года. Он вышел с первых минут поединка против «Труа» (6:0) и забил гол. По итогам месяца был признан лучшим игроком Франции. 7 марта 2017 года Диарра заявил, что договорился с «железнодорожниками» о выплате долга.
23 января 2018 года Диарра стал игроком «Пари Сен-Жермен». Француз заключил контракт до июня 2019 года.

## Международная карьера
За сборную Франции Диарра играл с 2007 по 2010 год, проведя 28 матчей. Раймон Доменек взял Диарра на Евро-2008, но Ласс там не сыграл, а сборная не смогла выйти из группы. На чемпионат мира 2010 Диарра не поехал из-за обнаруженного наследственного заболевания желудка. В 2013 году Лассана Диарра отказался играть за сборную Франции, мотивировав это тем, что Лоран Блан и Дидье Дешам его игнорировали после неудачного выступления сборной на ЧМ-2010.
Был включён в заявку сборной Франции на чемпионат Европы 2016, но был вынужден пропустить турнир из-за травмы.
1 августа 2018 года Диарра объявил о завершении карьеры в сборной.

## Достижения
Командные
 «Челси»
- Чемпион Англии : 2005/06
- Обладатель Кубка Англии: 2006/07
- Обладатель Кубка Английской лиги: 2006/07
- Итого: 3 трофеев

 «Портсмут»
- Обладатель Кубка Англии: 2007/08
- Итого: 1 трофей

 «Реал Мадрид»
- Чемпион Испании: 2011/12
- Обладатель Суперкубка Испании: 2012
- Обладатель Кубка Испании: 2010/11
- Итого: 3 трофея

 «Пари Сен-Жермен»
- Чемпион Франции: 2017/18
- Обладатель Кубка французской лиги: 2017/18
- Обладатель Кубка Франции: 2017/18
- Обладатель Суперкубка Франции: 2018
- Итого: 4 трофея
- Всего за карьеру: 11 трофеев

Личные
- Лучший молодой игрок «Челси»: 2006

## Семья
13 ноября 2015 года двоюродная сестра Диарра Аста Диаките погибла во время теракта в Париже. Сам Диарра в этот день принимал участие в товарищеском матче со сборной Германии, проходившем на «Стад де Франс».

## Статистика выступлений

### Клубная статистика
| Выступление        | Выступление      | Выступление      | Чемпионат | Чемпионат | Кубки | Кубки | Еврокубки | Еврокубки | Итого | Итого |
| Клуб               | Лига             | Сезон            | Игры      | Голы      | Игры  | Голы  | Игры      | Голы      | Игры  | Голы  |
| ------------------ | ---------------- | ---------------- | --------- | --------- | ----- | ----- | --------- | --------- | ----- | ----- |
| Гавр               | Лига 2           | 2004/05          | 29        | 0         | —     | —     | —         | —         | 29    | 0     |
| Гавр               | Итого            | Итого            | 29        | 0         | —     | —     | —         | —         | 29    | 0     |
| Челси              | Премьер-лига     | 2005/06          | 3         | 0         | 2     | 0     | 2         | 0         | 7     | 0     |
| Челси              | Премьер-лига     | 2006/07          | 10        | 0         | 8     | 0     | 5         | 0         | 23    | 0     |
| Челси              | Премьер-лига     | 2007/08          | —         | —         | 1     | 0     | —         | —         | 1     | 0     |
| Челси              | Итого            | Итого            | 13        | 0         | 11    | 0     | 7         | 0         | 31    | 0     |
| Арсенал            | Премьер-лига     | 2007/08          | 7         | 0         | 3     | 0     | 3         | 0         | 13    | 0     |
| Арсенал            | Итого            | Итого            | 7         | 0         | 3     | 0     | 3         | 0         | 13    | 0     |
| Портсмут           | Премьер-лига     | 2007/08          | 12        | 1         | 5     | 1     | —         | —         | 17    | 2     |
| Портсмут           | Премьер-лига     | 2008/09          | 12        | 0         | 1     | 0     | 2         | 1         | 15    | 1     |
| Портсмут           | Итого            | Итого            | 24        | 1         | 6     | 1     | 2         | 1         | 32    | 3     |
| Реал Мадрид        | Примера          | 2008/09          | 19        | 0         | —     | —     | 2         | 0         | 21    | 0     |
| Реал Мадрид        | Примера          | 2009/10          | 23        | 1         | 1     | 0     | 6         | 0         | 30    | 1     |
| Реал Мадрид        | Примера          | 2010/11          | 26        | 0         | 3     | 0     | 10        | 0         | 39    | 0     |
| Реал Мадрид        | Примера          | 2011/12          | 17        | 0         | 4     | 0     | 4         | 0         | 25    | 0     |
| Реал Мадрид        | Примера          | 2012/13          | 2         | 0         | —     | —     | —         | —         | 2     | 0     |
| Реал Мадрид        | Итого            | Итого            | 87        | 1         | 8     | 0     | 22        | 0         | 117   | 1     |
| Анжи               | Премьер-лига     | 2012/13          | 14        | 0         | 3     | 1     | 7         | 0         | 24    | 1     |
| Анжи               | Премьер-лига     | 2013/14          | 4         | 0         | —     | —     | —         | —         | 4     | 0     |
| Анжи               | Итого            | Итого            | 18        | 0         | 3     | 1     | 7         | 0         | 28    | 1     |
| Локомотив (Москва) | Премьер-лига     | 2013/14          | 17        | 1         | —     | —     | —         | —         | 17    | 1     |
| Локомотив (Москва) | Итого            | Итого            | 17        | 1         | —     | —     | —         | —         | 17    | 1     |
| Олимпик (Марсель)  | Лига 1           | 2015/16          | 26        | 1         | 3     | 0     | 4         | 0         | 33    | 1     |
| Олимпик (Марсель)  | Лига 1           | 2016/17          | 11        | 0         | 1     | 0     | —         | —         | 12    | 0     |
| Олимпик (Марсель)  | Итого            | Итого            | 37        | 1         | 4     | 0     | 4         | 0         | 45    | 1     |
| Аль-Джазира        | Чемпионат ОАЭ    | 2017/18          | 5         | 0         | —     | —     | —         | —         | 5     | 0     |
| Аль-Джазира        | Итого            | Итого            | 5         | 0         | —     | —     | —         | —         | 5     | 0     |
| Всего за карьеру   | Всего за карьеру | Всего за карьеру | 237       | 4         | 35    | 2     | 45        | 1         | 317   | 7     |

### Выступления за сборную
| Матчи Диарра за сборную Франции | Матчи Диарра за сборную Франции | Матчи Диарра за сборную Франции | Матчи Диарра за сборную Франции | Матчи Диарра за сборную Франции | Матчи Диарра за сборную Франции | Матчи Диарра за сборную Франции |
| ------------------------------- | ------------------------------- | ------------------------------- | ------------------------------- | ------------------------------- | ------------------------------- | ------------------------------- |
| №                               | Дата                            | Оппонент                        | Счёт                            | Голы                            | Соревнование                    |                                 |
| 1                               | 24 марта 2007                   | Литва                           | 1:0                             | —                               | Отборочные матчи ЧЕ-2008        |                                 |
| 2                               | 28 марта 2007                   | Австрия                         | 1:0                             | —                               | Товарищеский матч               |                                 |
| 3                               | 2 июня 2007                     | Украина                         | 2:0                             | —                               | Отборочные матчи ЧЕ-2008        |                                 |
| 4                               | 8 сентября 2007                 | Италия                          | 0:0                             | —                               | Отборочные матчи ЧЕ-2008        |                                 |
| 5                               | 12 сентября 2007                | Шотландия                       | 0:1                             | —                               | Отборочные матчи ЧЕ-2008        |                                 |
| 6                               | 13 октября 2007                 | Фарерские острова               | 6:0                             | —                               | Отборочные матчи ЧЕ-2008        |                                 |
| 7                               | 17 октября 2007                 | Литва                           | 2:0                             | —                               | Отборочные матчи ЧЕ-2008        |                                 |
| 8                               | 16 ноября 2007                  | Марокко                         | 2:2                             | —                               | Товарищеский матч               |                                 |
| 9                               | 21 ноября 2007                  | Украина                         | 2:2                             | —                               | Отборочные матчи ЧЕ-2008        |                                 |
| 10                              | 6 февраля 2008                  | Испания                         | 0:1                             | —                               | Товарищеский матч               |                                 |
| 11                              | 27 мая 2008                     | Эквадор                         | 2:0                             | —                               | Товарищеский матч               |                                 |
| 12                              | 31 мая 2008                     | Парагвай                        | 0:0                             | —                               | Товарищеский матч               |                                 |
| 13                              | 3 июня 2008                     | Колумбия                        | 1:0                             | —                               | Товарищеский матч               |                                 |
| 14                              | 20 августа 2008                 | Швеция                          | 3:2                             | —                               | Товарищеский матч               |                                 |
| 15                              | 6 сентября 2008                 | Австрия                         | 1:3                             | —                               | Отборочные матчи ЧМ-2010        |                                 |
| 16                              | 10 сентября 2008                | Сербия                          | 2:1                             | —                               | Отборочные матчи ЧМ-2010        |                                 |
| 17                              | 11 февраля 2009                 | Аргентина                       | 0:2                             | —                               | Товарищеский матч               |                                 |
| 18                              | 28 марта 2009                   | Литва                           | 1:0                             | —                               | Отборочные матчи ЧМ-2010        |                                 |
| 19                              | 1 апреля 2009                   | Литва                           | 1:0                             | —                               | Отборочные матчи ЧМ-2010        |                                 |
| 20                              | 5 июня 2009                     | Турция                          | 1:0                             | —                               | Товарищеский матч               |                                 |
| 21                              | 12 августа 2009                 | Фарерские острова               | 1:0                             | —                               | Отборочные матчи ЧМ-2010        |                                 |
| 22                              | 5 сентября 2009                 | Румыния                         | 1:1                             | —                               | Отборочные матчи ЧМ-2010        |                                 |
| 23                              | 9 сентября 2009                 | Сербия                          | 1:1                             | —                               | Отборочные матчи ЧМ-2010        |                                 |
| 24                              | 10 октября 2009                 | Фарерские острова               | 5:0                             | —                               | Отборочные матчи ЧМ-2010        |                                 |
| 25                              | 14 ноября 2009                  | Ирландия                        | 1:0                             | —                               | Отборочные матчи ЧМ-2010        |                                 |
| 26                              | 18 ноября 2009                  | Ирландия                        | 1:1 (д.в.)                      | —                               | Отборочные матчи ЧМ-2010        |                                 |
| 27                              | 3 марта 2010                    | Испания                         | 0:2                             | —                               | Товарищеский матч               |                                 |
| 28                              | 11 августа 2010                 | Норвегия                        | 1:2                             | —                               | Товарищеский матч               |                                 |
| 29                              | 8 октября 2015                  | Армения                         | 4:0                             | —                               | Товарищеский матч               |                                 |
| 30                              | 13 ноября 2015                  | Германия                        | 2:0                             | —                               | Товарищеский матч               |                                 |
| 31                              | 17 ноября 2015                  | Англия                          | 0:2                             | —                               | Товарищеский матч               |                                 |
| 32                              | 25 марта 2016                   | Нидерланды                      | 3:2                             | —                               | Товарищеский матч               |                                 |
| 33                              | 29 марта 2016                   | Россия                          | 4:2                             | —                               | Товарищеский матч               |                                 |
| 34                              | 30 мая 2016                     | Камерун                         | 3:2                             | —                               | Товарищеский матч               |                                 |

Итого: 34 игры / 0 голов; 20 побед, 7 ничьих, 7 поражений.